# 愛敬淳希
愛敬 淳希（あいけい あつき、2004年5月17日 - ）は、日本の歌手。プラチナムプロダクション所属。神奈川県出身。O型。

## 略歴
「スキャンダルは即、解散!」をスローガンに掲げ、アイドルグループ・ピュアリー3（ピュアリーピュアリーピュアリー）で2016年デビュー。デビュー当時は小学6年生だった。同年8月13日、東京・新木場のSTUDIO COASTで開催された「アイドル甲子園」で初パフォーマンス。2017年7月に解散した。プラチナムプロダクション所属の小学生から高校生までのメンバーで結成された「Shibu3 project」（シブサンプロジェクト）のブルークラス所属。

## 出演

### TV
- 直撃！シンソウ坂上（フジテレビ）三原じゅん子さん役 - 2019年2月14日放送
- おいしい給食（MX）

### 雑誌
- ニコ☆プチ（新潮社）

### Web
- リズリサドールバンビーナ
- ハニーズECモデル

### 広告
- 日興サービス
- ESS「ピゥ」